# Московський математичний папірус

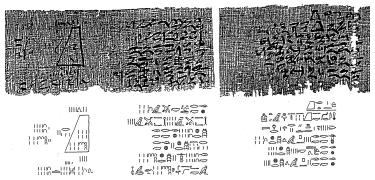
Чотирнадцята задача Московського математичного папіруса (Struve 1930). Нагорі ієратичний текст, внизу ієрогліфічна транскрипція. Текст читається справа наліво

Московський математичний папірус («математичний папірус Голенищева») — один з найдревніших відомих сучасності математичних текстів. Він був складений близько 1850 року до н. е., відповідно, є давнішим за інший відомий давньоєгипетский текст, присвячений вирішенню математичних задач, — Папірус Рінда (або Папірус Ахмеса), написаний бл. 1550 року до н. е., тобто Московський приблизно на 300 років старший від нього.
Першим власником цього папіруса був один з засновників російської єгиптології Володимир Семенович Голенищев. Нині «папірус Голенищева» перебуває в Музеї образотворчих мистецтв ім. О. С. Пушкіна у Москві. Базуючись на способі написання курсивного ієратичного тексту, спеціалісти припускають, що він належить до періоду правління XI династії (Аменемхетов-Сенусертов) періоду Середнього царства Стародавнього Єгипту. Можливо, Московський математичний папірус був написаний при фараоні Сенусерті III або Аменемхеті III.

## Опис Московського математичного папіруса
Довжина Московського математичного папіруса становить 5,40 м, а його ширина — від 4 до 7 см. Весь текст папіруса 1930 року в книзі, яка вийшла у Берліні німецькою мовою, був розбитий засновником марксистської школи дослідників Стародавнього Сходу у СРСР Василем Васильовичем Струве на 25 задач, до кожної з яких автор дав розв'язок. Більшість задач Московського математичного папіруса присвячена практичним проблемам, пов'язаним з застосуванням геометрії.